# The Complete Blue Note Lee Morgan Fifties Sessions
The Complete Blue Note Lee Morgan Fifties Sessions è una raccolta di quattro CD di Lee Morgan, pubblicato dalla Mosaic Records nel 1995, che raccoglie brani incisi tra il 1956 ed il 1958.

## Tracce
CD 1
1. Gaza Strip – 3:54 (Owen Marshall) – Registrato il 4 novembre 1956 ad Hackensack, New Jersey
2. Reggie of Chester – 4:52 (Benny Golson) – Registrato il 4 novembre 1956 ad Hackensack, New Jersey
3. Little T. – 8:21 (Donald Byrd) – Registrato il 4 novembre 1956 ad Hackensack, New Jersey
4. Little T. (Alternate Take) – 8:08 (Donald Byrd) – Registrato il 4 novembre 1956 ad Hackensack, New Jersey
5. Stand By – 5:49 (Benny Golson) – Registrato il 4 novembre 1956 ad Hackensack, New Jersey
6. Roccus – 8:15 (Horace Silver) – Registrato il 4 novembre 1956 ad Hackensack, New Jersey
7. The Lady – 6:44 (Owen Marshall) – Registrato il 4 novembre 1956 ad Hackensack, New Jersey
8. Latin Hangover – 6:42 (Benny Golson, Owen Marshall) – Registrato il 2 dicembre 1956 ad Hackensack, New Jersey
9. Whisper Not – 7:18 (Benny Golson) – Registrato il 2 dicembre 1956 ad Hackensack, New Jersey
10. His Sister – 6:30 (Benny Golson, Owen Marshall) – Registrato il 2 dicembre 1956 ad Hackensack, New Jersey

CD 2
1. D's Fink – 7:41 (Benny Golson, Owen Marshall) – Registrato il 2 dicembre 1956 ad Hackensack, New Jersey
2. Slightly Hep – 6:25 (Benny Golson, Owen Marshall) – Registrato il 2 dicembre 1956 ad Hackensack, New Jersey
3. Where Am I? – 5:47 (Benny Golson, Owen Marshall) – Registrato il 2 dicembre 1956 ad Hackensack, New Jersey
4. Hasaan's Dream – 8:42 (Benny Golson) – Registrato il 24 marzo 1957 ad Hackensack, New Jersey
5. I Remember Clifford – 7:06 (Benny Golson) – Registrato il 24 marzo 1957 ad Hackensack, New Jersey
6. Mesabi Chant – 6:08 (Benny Golson) – Registrato il 24 marzo 1957 ad Hackensack, New Jersey
7. Tip Toeing (Alternate Take) – 6:39 (Benny Golson) – Registrato il 24 marzo 1957 ad Hackensack, New Jersey
8. Tip Toeing – 6:38 (Benny Golson) – Registrato il 24 marzo 1957 ad Hackensack, New Jersey
9. Domingo – 9:19 (Benny Golson) – Registrato il 24 marzo 1957 ad Hackensack, New Jersey

CD 3
1. Just by Myself – 9:23 (Benny Golson) – Registrato il 25 agosto del 1957 ad Hackensack, New Jersey
2. City Lights – 5:43 (Benny Golson) – Registrato il 25 agosto del 1957 ad Hackensack, New Jersey
3. You're Mine, You – 6:00 (Johnny Green, Edward Heyman) – Registrato il 25 agosto del 1957 ad Hackensack, New Jersey
4. Tempo de Waltz – 6:22 (Benny Golson) – Registrato il 25 agosto del 1957 ad Hackensack, New Jersey
5. Kin Folks – 9:42 (Gigi Gryce) – Registrato il 25 agosto del 1957 ad Hackensack, New Jersey
6. Just One of Those Things (Alternate Take) – 7:50 (Cole Porter) – Registrato il 29 settembre 1957 ad Hackensack, New Jersey
7. Just One of Those Things – 7:15 (Cole Porter) – Registrato il 29 settembre 1957 ad Hackensack, New Jersey
8. Heavy Dipper – 7:05 (Lee Morgan) – Registrato il 29 settembre 1957 ad Hackensack, New Jersey

CD 4
1. A Night in Tunisia – 9:22 (Dizzy Gillespie, Frank Paparelli) – Registrato il 29 settembre 1957 ad Hackensack, New Jersey
2. Lover Man – 6:49 (Jimmy Davis, Roger Ram Ramirez, Jimmy Sherman) – Registrato il 29 settembre 1957 ad Hackensack, New Jersey
3. New-Ma – 8:13 (Lee Morgan) – Registrato il 29 settembre 1957 ad Hackensack, New Jersey
4. Since I Fell for You – 5:34 (Buddy Johnson) – Registrato il 18 novembre 1957 ad Hackensack, New Jersey
5. Personality – 6:11 (Johnny Burke, James Van Heusen) – Registrato il 18 novembre 1957 ad Hackensack, New Jersey
6. All at Once You Love Her – 5:26 (Oscar Hammerstein II, Richard Rodgers) – Registrato il 18 novembre 1957 ad Hackensack, New Jersey
7. Who Do You Love, I Hope? – 4:57 (Irving Berlin) – Registrato il 2 febbraio 1958 ad Hackensack, New Jersey
8. Candy – 7:02 (Mack David, Alex Kramer, Joan Whitney) – Registrato il 2 febbraio 1958 ad Hackensack, New Jersey
9. C.T.A. – 5:04 (Jimmy Heath) – Registrato il 2 febbraio 1958 ad Hackensack, New Jersey
10. All the Way – 7:22 (Sammy Cahn, James Van Heusen) – Registrato il 2 febbraio 1958 ad Hackensack, New Jersey

## Musicisti
Brani CD 1 - da brano 1 a brano 7
- Lee Morgan - tromba
- Clarence Sharpe - sassofono alto
- Horace Silver - pianoforte
- Wilbur Ware - contrabbasso
- Philly Joe Jones - batteria

Brani CD 1 - da brano 8 a brano 10 / CD 2 - da brano 1 a brano 3
- Lee Morgan - tromba
- Kenny Rogers - sassofono alto
- Hank Mobley - sassofono tenore
- Horace Silver - pianoforte
- Paul Chambers - contrabbasso
- Charlie Persip - batteria
- Benny Golson - arrangiamenti (brani CD1: 8, 9 e CD2: 2 e 3)
- Owen Marshall - arrangiamenti (brani CD1: 10 e CD2: 1)

Brani CD 2 - da brano 4 a brano 9
- Lee Morgan - tromba
- Gigi Gryce - sassofono alto, flauto
- Benny Golson - sassofono tenore
- Wynton Kelly - pianoforte
- Paul Chambers - contrabbasso
- Charlie Persip - batteria

Brani CD 3 - da brano 1 a brano 5
- Lee Morgan - tromba
- Curtis Fuller - trombone
- George Coleman - sassofono tenore (brani: 1, 2 e 4)
- George Coleman - sassofono alto (brani: 3 e 5)
- Ray Bryant - pianoforte
- Paul Chambers - contrabbasso
- Art Taylor - batteria

Brani CD 3 - da brano 6 a brano 8 / CD 4 - da brano 1 a brano 3
- Lee Morgan - tromba
- Pepper Adams - sassofono baritono
- Bobby Timmons - pianoforte
- Paul Chambers - contrabbasso
- Philly Joe Jones - batteria

Brani CD 4 - da brano 4 a brano 10
- Lee Morgan - tromba
- Sonny Clark - pianoforte
- Doug Watkins - contrabbasso
- Art Taylor - batteria